# Clément Caraguel
Jean François Clément Caraguel, né le 4 novembre 1816 à Mazamet et mort le 21 novembre 1882 à Paris, est un journaliste et littérateur français.

## Biographie
Venu à Paris en 1840 pour y faire une carrière littéraire, il écrit un premier roman en collaboration avec Charles Marchal et se fait journaliste. Il collabore entre autres au Vert-Vert, à L'Entr'acte, au National et à La Revue de Paris avant de trouver en 1848 sa véritable vocation en devenant l'un des rédacteurs les plus actifs du Charivari. En 1852, il fait jouer avec succès une comédie intitulée Le Bougeoir au Théâtre de l'Odéon. Il se fait remarquer également par la publication en 1861 des Souvenirs et aventures d'un volontaire de Garibaldi, recueillis auprès de l'un de l'expédition des Mille. En 1865, il quitte le Charivari pour devenir critique théâtral au Journal des Débats où il achève sa carrière.
Pierre Larousse le qualifie d'écrivain « plein de verve caustique et de l'esprit le plus fin », tandis que Charles Monselet note à propos de ses chroniques du Charivari : « Il n'a de méridional que le nom et l'accent. C'est un talent réfléchi jusque dans la plaisanterie, sarcastique plutôt que bouffon ».

## Principales publications
Romans et nouvelles
- Quatre mois en mer, avec Charles Marchal (1840)
- Les Soirées de Taverny, nouvelles (1854)
- Messieurs les Cosaques, relation charivarique, comique et surtout véridique des hauts faits des Russes en Orient, avec Taxile Delord et Louis Adrien Huart (2 volumes, 1854-1855)

Théâtre
- Le Bougeoir, comédie en 1 acte, Théâtre de l'Odéon, 21 mai 1852
- Les Bienfaits de Champavert, comédie-vaudeville en 1 acte, avec Henri Rochefort, Théâtre des Délassements-Comiques, 30 mai 1862

Varia
- Souvenirs et aventures d'un volontaire de Garibaldi, 1861 (lire en ligne).
- Les Aïeux de Molière (1878)